# 裸体
裸體，是指不穿著衣物的狀態，或稱裸、裸身。其他有裸體含義的的字，包括本為色彩的赤（赤身）、及原指軀幹的胴（胴體）。
英語的「nude」源自拉丁語「nudus」。最初引入英語時，帶有樸素（plain）、裸（bare）、未經裝飾（unadorned）之意，範圍較廣。1531年起成為法律術語「無證據支持」，1631年成為藝術界的委婉語。「bare」與「naked」則分別由古英語「bær」及「nacod」衍生而來，有未覆掩（uncovered）之意。
裸體在文化上是複雜的，因為在不同的社會情況下，各種裸體狀態具有不同的含義。在任何特定的社會中，這些含義的定義與穿著得體有關，而不是與暴露的特定身體部位有關。裸體和衣著與身份、隱私、社會地位和道德行為等許多文化類別有關。

## 用語

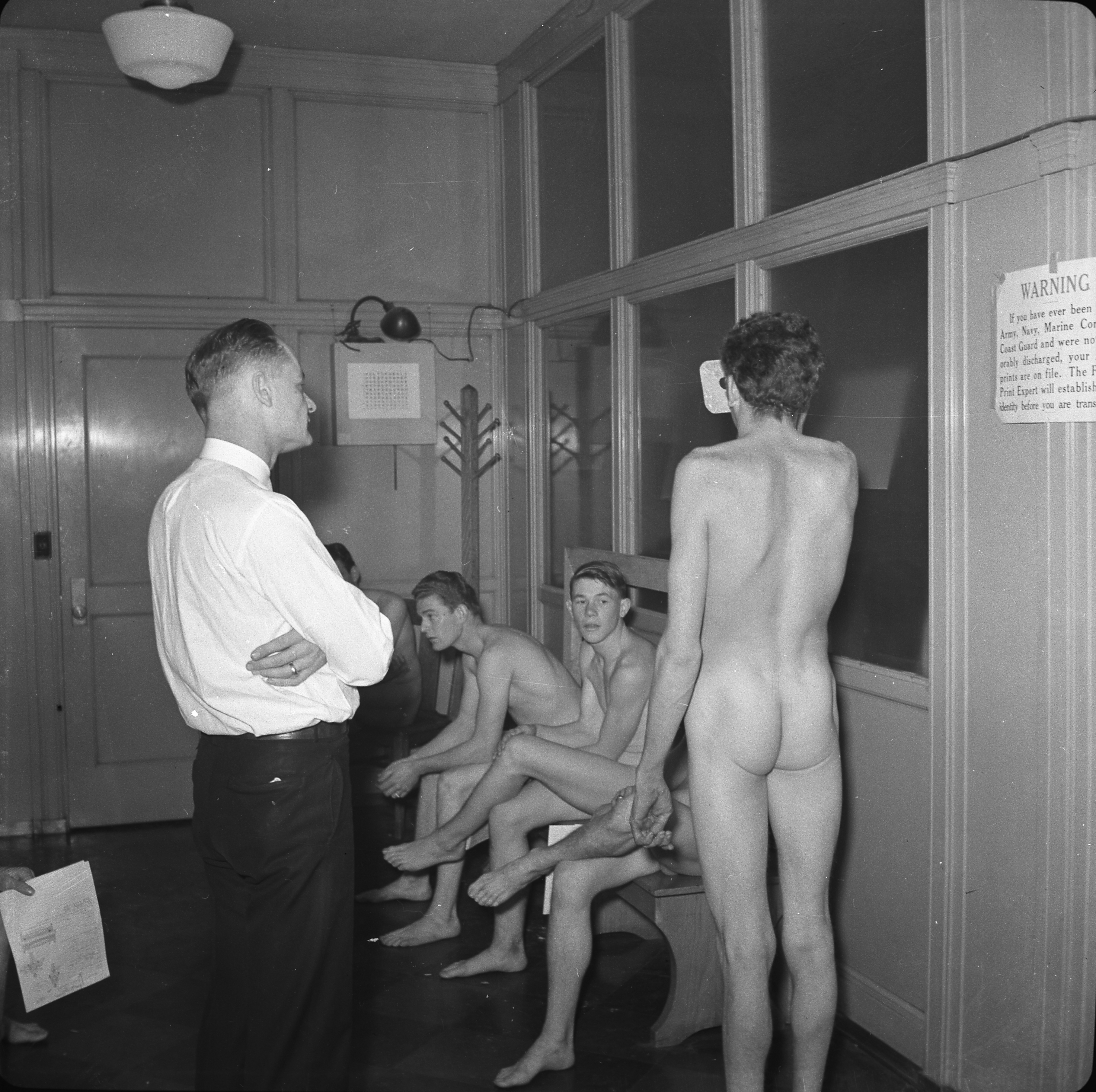
征集美国海军陆战队时的体检，1941年12月，舊金山

在英語中，有很多語彙用來描述各種裸體狀態。這些語彙在不同文化與脈絡之間（或當中）可能有所不同，並可能隨時間而改變。有時候，這些語彙是用來當成委婉語，有時當成詩詞用語，或幽默用語。
「全裸」（Full nudity, Full naked）描述一個完全裸露的狀態，一個人沒有穿任何衣物或其他蔽體之物。「部分裸露」（Partial nudity, partial naked）或半裸是指不完全裸露，身體的某些部分以某種方式遮蓋起來。部分裸露有時用來指皮膚暴露的程度，超過了人們所認定的得體的限度。如果暴露程度是在一個文化與場景所認定的得體標準之內（例如在一處非裸體沙灘穿著比基尼泳衣），通常不會使用裸露（無論是否局部）這個術語來指稱這種狀態。但是，如果暴露程度超過了某個場景的文化或法律的規範，或是人們已經事先知情裸體是某种活動或場景中必然包含著的一部分，例如一個裸體海灘、裸体游行，那时關於裸體及其程度描述的词汇都是将被经常使用。有些人認為上身赤裸是部分裸露。
「正面全裸」（Full frontal nudity）描述一種完全裸露的狀態，這個人面向前面，整個身體的前面裸露，包括私處在內。而常见的狭义定义，私处特指女性的女阴和男性的阴茎和阴囊，即生殖器，这也是女性在公共场所全裸体更广泛地容易被接纳的一个原因。「局部正面裸露」（Partial frontal nudity）通常只用來指稱裸露乳头。「背面裸露」（Non-frontal nudity）裸露的部位是整個身體的背面，如臀部或背部。

## 公共裸體

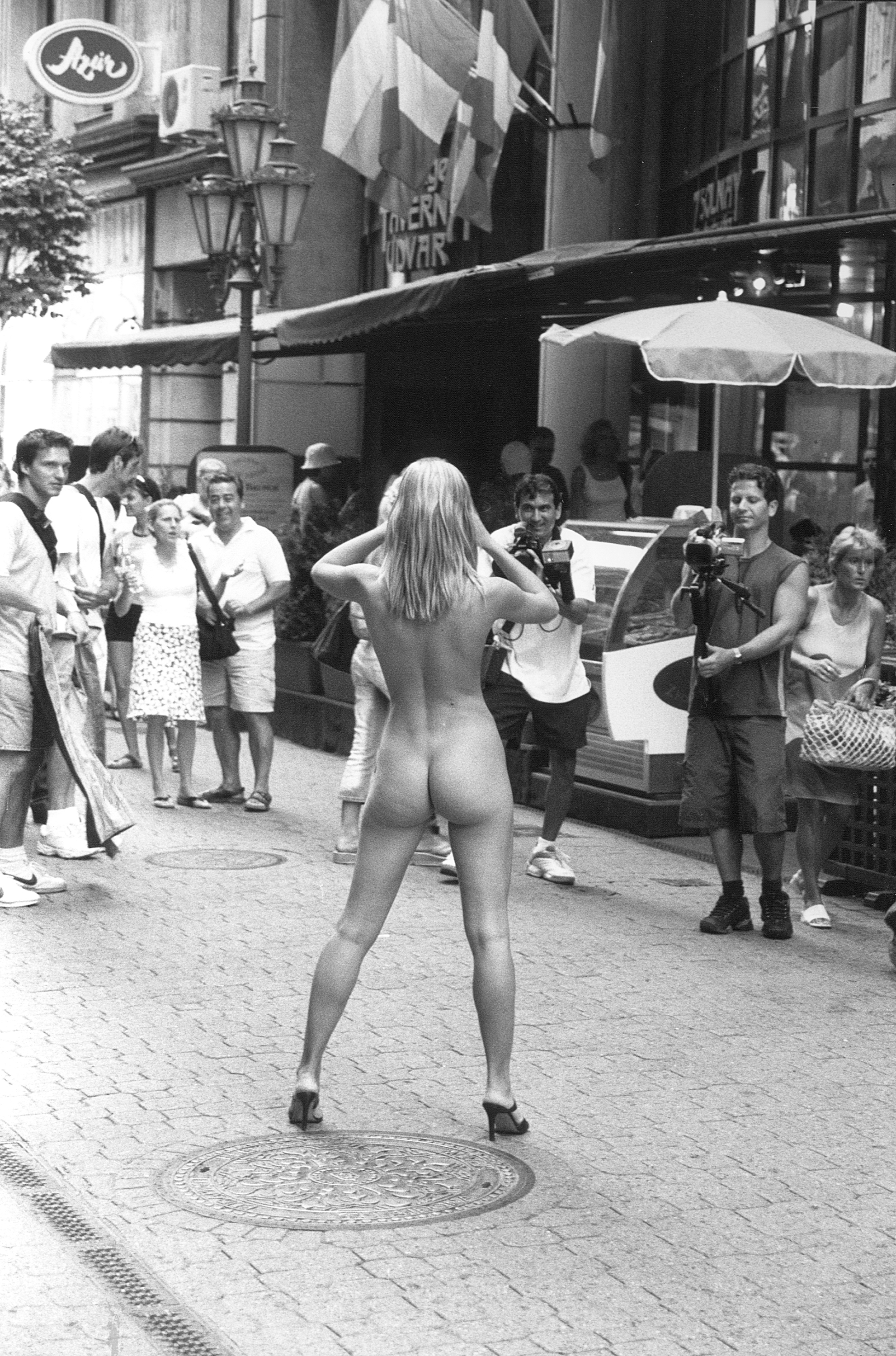
裸體的女人在布達佩斯街頭擺姿勢

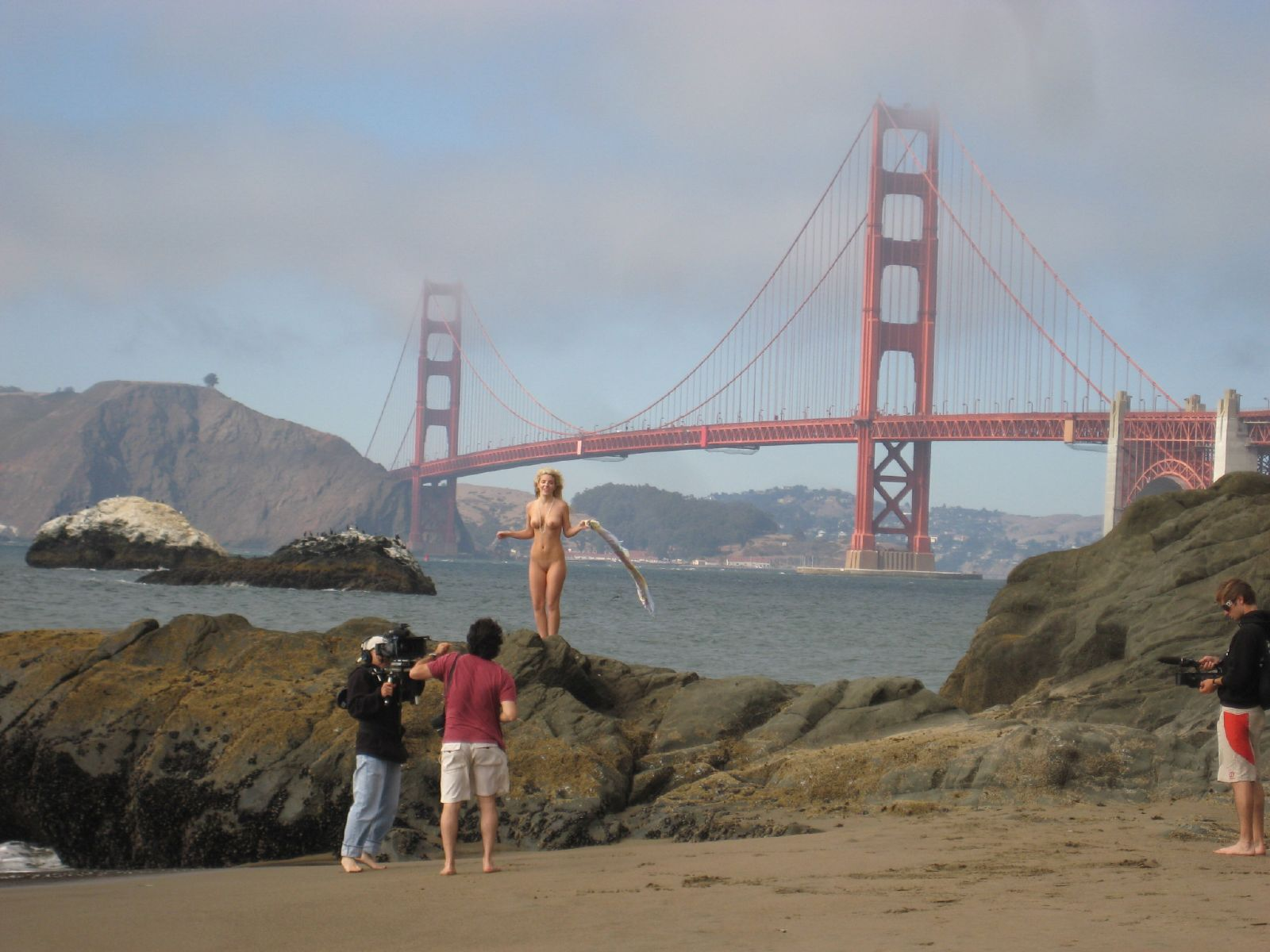
金门大桥前的公共裸体

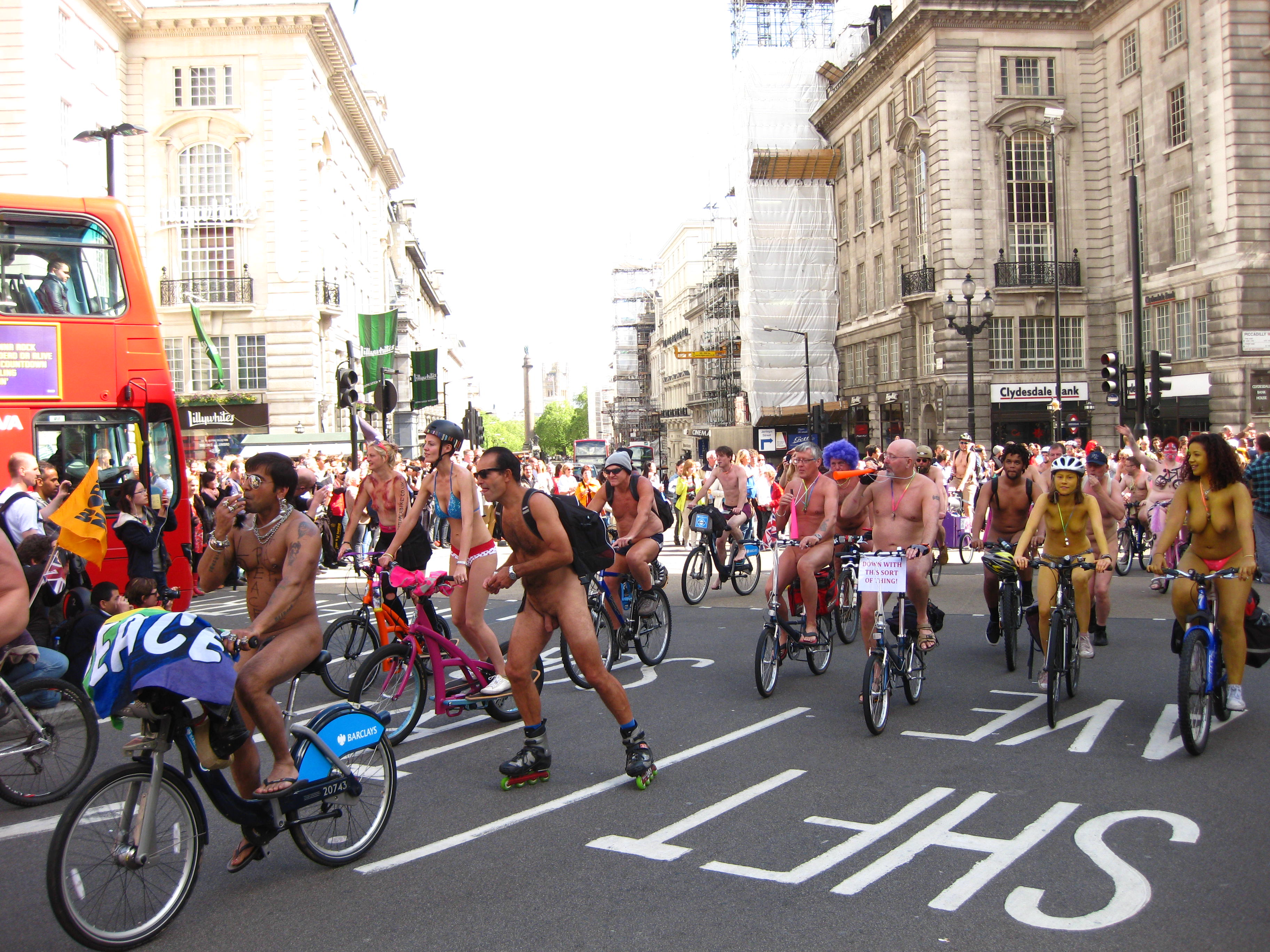
在西班牙萨拉戈萨的世界裸體騎行

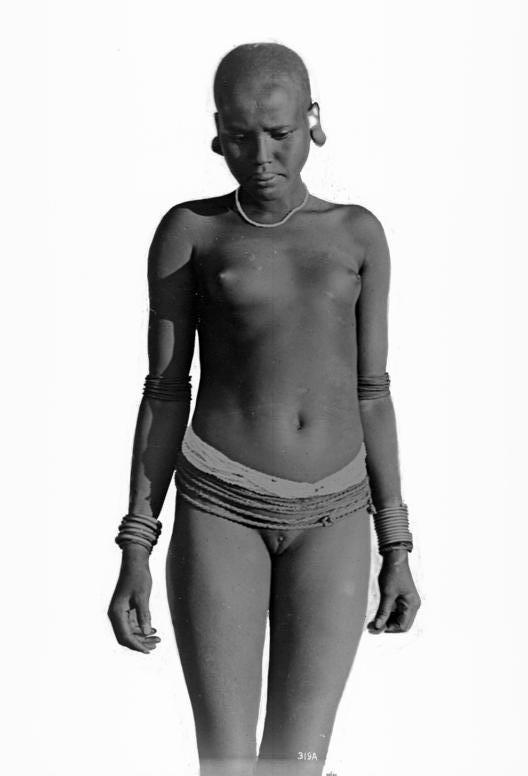
20世紀初德屬東非的裸體土著婦女

社會對於公眾裸體的態度，取决于文化、时间、场合及活动等背景下。在某些公众场合存在接受甚至鼓励裸体的例外和特殊情况，这些例子包括裸体沙滩、特殊社区（如天然主义度假村或俱乐部）和特殊活动。
在一般和跨文化中，可显示性兴奋迹象的人体部分通常被掩盖住，尤其是性器官和女性乳房，其他部分则有例外。然而，裸体禁忌比性兴奋直接可能性更具内涵，例如在传统和习惯上的累计权重。除了与性有关的更为一般的准则及价值观以外，服装象征着权威。
尽管一些欧洲国家，如德国，对公共裸露相当沉得住气，但在许多国家，公共裸体可能激发社会的不满，甚至构成猥亵暴露的轻罪。2012年，旧金山市议会出台针对内城区公共场合裸体的禁令，但由于该城市的自由主义文化盛行而在执法上遇到阻力。同样，2010年，公园管理者提交议案，禁止裸体主义者出现在公共裸体传统悠久的圣奥诺弗雷州立海滩。
有些人会参加无性公共裸照活动，该活动常出现在裸体主义者度假村、俱乐部或裸体海滩。室外裸体休闲则常见于私人或农村地区，局限于阳光明媚的时节。有的人则习惯闲暇时公共裸体。裸体日光浴在芬兰、法国、西班牙、意大利及欧洲其他大部分国家（甚至是某些室外游泳池）可以被接受。
生殖器的暴露在大部分裸体主义地区是受到限制的，只能在特定的区域之内。在美国，裸体日光浴及穿着丁字裤在许多地方并不常见，仅限于裸体海滩的不同地点，而男性在户外休闲活动时袒胸露背或赤膊上阵通常可以被接受。
在加拿大，有一定数量的室外场所是裸体营地，在那里生殖器可以自由暴露；在上述地方之外的公共场所，暴露生殖器的行为都是可能违反法律的；如上一部分已经提到，生殖器指女性的女阴，男性的阴茎和阴囊。
在某些地方，社会对裸露的接受程度很容易被人们理解，但其法律地位的界线极为模糊。在英国，法律没有真正意义上禁止一般的公共裸体，但严禁猥亵暴露行为。在实践中，这意味着，要成功做出检控，取决于该行为是否有意图吸引他人的显见意图，而不是在公共场合裸体的简单意愿。具体而言，借助裸体“骚扰、惊吓或困扰”他人，在1986年公共秩序法中属违反行为。偶尔有人会试图在全国各地裸奔来证明法律效力，往往会被逮捕后无罪释放，但在不同司法管辖区间，警察的做法并不一致。由于该法在英格兰地区和苏格兰地区间存在差异，使得裸奔者抵达苏格兰时会遭到更为严厉的处罚。
吸引大众注意力，是人们尝试裸体的原因之一，但参与者常不愿透露姓名。公共裸体事件常以论坛上不相关的信息的方式上演，如可穿服装骑自行车活动。有时，参与裸体活动仅仅是宣扬自身权利的私人理由。此外，每年都有裸体挂历发行，借此为慈善或其他原因造势。带性倾向的裸体，常用于广告宣传，以达到吸引大众注意的商业目的。

## 私家裸体

### 家中
在家中，已婚伴侶在彼此面前衣不蔽體，往往是更加放鬆的，而且伴侶共浴或裸睡，或在彼此面前更衣都是相當平常的。關於父母應否裸體出現在他們孩子面前，若是，可以到何種程度，存在著分歧的意見。Gordon與Schroeder報導說，父母裸體的程度依各個家庭而定，有著極大的差異。他們說：「與孩子共浴，或在家中其他地方裸身在他們面前，並不隱含著任何錯誤」，並提到這樣做，可提供父母一個機會，提供重要的資訊。他們指出五到六歲的兒童開始發展出合宜行為舉止的概念（sense of modesty），並建議那些注重孩子意願的父母，應當從孩子的這個年紀開始，限制自己的裸體活動範圍。
Bonner 建議，若是孩童會看見父母的性行為，导致他反對在家中裸體，那么問題將會相當嚴重。
金賽在美國的研究發現，75%的參與者表示，他們長大之後就再也沒有在家中裸體，5%的參與者表示「很少」在家中裸體，3%說「經常」，17%則說這是「平常」。這項研究發現，男性和女性在家中裸體的頻率並沒有顯著的差別。
在1995年一篇對於文獻的回顧文章，Paul Okami 得出結論，並沒有可靠的證據，能將兒童親眼看見父母裸體這件事連結到任何負面的影響。三年後，他的團隊完成了18年的長期研究顯示，如果有任何影響的話，這種視覺接觸會關聯到輕微的有益功效，特別是對於男孩子。 

### 兒童看見裸體
關於兒童看到父母以外人們的裸體，世人態度有著極大差異，端視兒童所處的文化、年齡與裸體的情境脈絡而定。
在許多國家的電視廣播的監管機構，要求各個媒體網絡避免播放不適於兒童收看的影像或言詞，從上午5: 30到下午9時為止（所謂的「分水嶺」[watershed]），以避免兒童觀看。在英國，廣播法規定「在分水嶺之前播送裸體內容，必須提出正當理由」。在美國，在「安全港口」時段（晚上10點到清晨6點）以外，播送關於裸體的描寫內容，可能會受到民事訴訟和制裁，假使被FCC認定為不合乎其「行為」準則。播送內容可能被判定為不雅，如果依據當代社會對廣播媒體的標準來衡量，其中所描繪的性器官或排泄器官或其活動，顯然會令人厭惡的話。
在歐洲各地，對於裸體的態度有著極大差異，北歐的斯堪地納維亞地區的人們，對於裸體的態度最為寬鬆。

### 集體淋浴

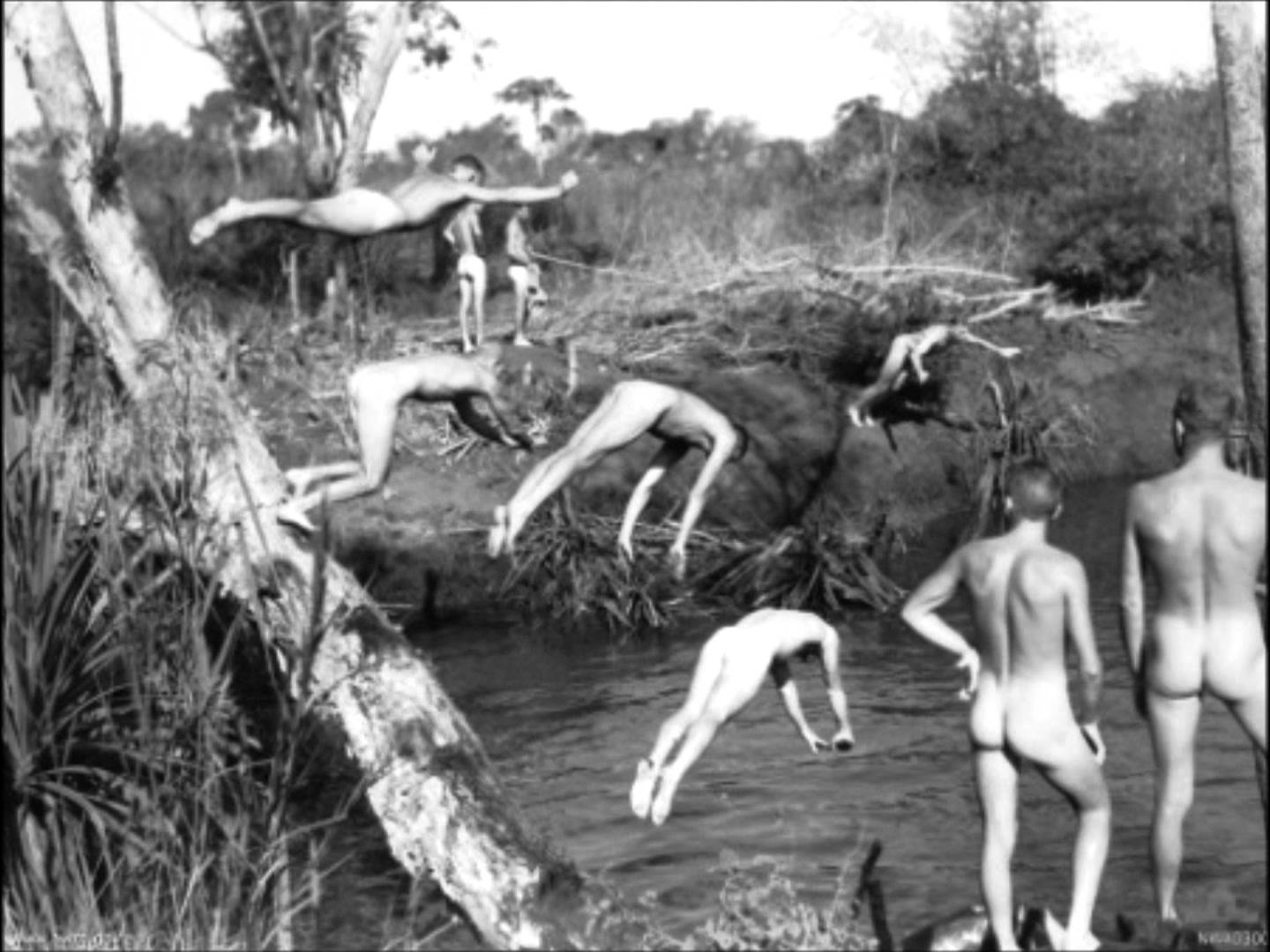
裸泳的古典相片，攝於澳洲達爾文，1943年

另一個曾被討論的議題，是兒童在其他孩子面前的裸體。
歐洲的人們普遍堅持，所有的學生在體育課後依據性別分別集體淋浴。父親帶著年幼女兒或母親帶著年幼兒子進入父母性別所屬的更衣室，大多被視為沒有爭議，然而某些公共浴池最近引進了家庭更衣室。有些私人健身中心明文禁止家庭的異性成員將子女帶進單一性別的更衣室，例如有些標示寫著：「年齡在3歲以上的小男孩禁止進入女子更衣室」或「年齡在3歲以上的小女孩禁止進入男子更衣室」。
在美國以及一些使用英語的加拿大地區，在歷史上曾規定公立學校的學生在體育課後，與同性別的同學共同淋浴。在美國，大眾的反對意見以及威脅提出訴訟，已造成許多學區在近年來改變政策，學生可以選擇是否要淋浴。美國的私立寄宿學校與軍校通常共同淋浴，這是由於焦點在於寄宿的情況，而不是每天從家前往上學的學校，離家住校的學生需要一個地方洗浴。美國科羅拉多州的一宗法律訴訟指出，學生對於在體育課後「共同脫衣」淋浴，不甚期望個人隱私權受到保護。依據一項對於中學校長的訪問，對於反對在學校淋浴的意見，大多來自他們確實從學生父母所聽到的，而不是從學生所聽到的。

## 裸体艺术

### 电影
自媒体诞生以来，电影裸体一直存在争议，大多数电影中的裸体场合，出于剧情的需要在“正当艺术裸体”的概念下是合理的。在某些情况下，裸露物体本身用于发展对象的性格特征，但常被批评为“多余”和“没理由”的情节，致使一些电影制片人受到以裸体镜头吸引特定受众群体的指控。许多演员纷纷晒出裸照，或是暴露隐私部位的衣着方式，以事业做赌注，挑衅当代标准。

### 视觉媒体
主流艺术普遍反应出不同历史时期，美学的社会标准及社会道德。超出主流水平的艺术表现，不仅不为人容忍，甚至被边缘化。自史前时代，无论男女在所有场合中或穿着正装或脱光衣服。裸体的全部样式均可在艺术品中寻找得到，是被众多文学作品和电影青睐的主题。所有专业艺术作品对裸体的描绘有风格化成份的意味，甚至在剧院中会出现或排练裸体场景。

### 兒童的裸體

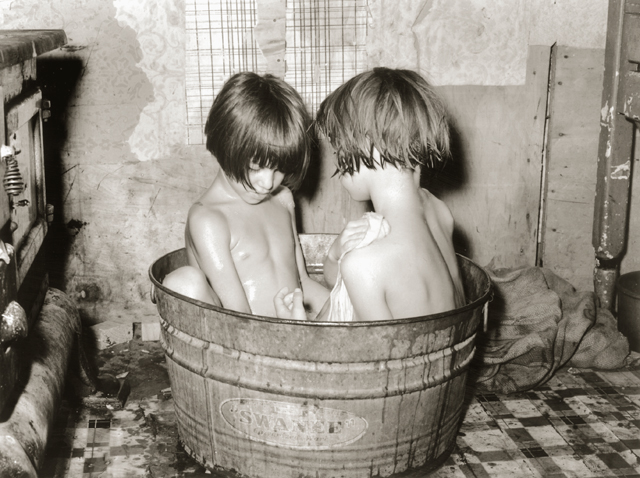
兩個孩童在小型金屬浴盆中沐浴

在各個不同文化和歷史時期的藝術作品中，出現了許多對於兒童裸體，或是裸體成人連同兒童的繪畫描寫。這些態度已隨著時間推移而改變，最近幾年逐漸變得令人蹙眉。 特別是隨著攝影變得更容易之後。最近幾年發生了幾起事件，父母對於他們的嬰兒或學步期的孩童拍攝洗浴或其他裸體時的照片，被質疑為兒童色情。
2008年5月，澳大利亞悉尼警方突擊搜查攝影師Bill Henson的展覽，他展出的裸體兒童影像，被指控為兒童色情。雖然這些事件並沒有繼續發展下去，而且這些照片都被歸還，但它們對於大眾，傳達了一股強大的心理訊息，難堪心態可能源自於這個模棱兩可但敏感的區域。
出於抗議的心態，《澳大利亞藝術月刊》（Art Monthly Australia）在2008年刊載奧林匹亞尼爾森（Olympia Nelson）在六歲時，由她的母親Polixeni Papapetrou所拍攝的圖像。依據當時十一歲的奧林匹亞說，她不相信這張照片等於是傷害，並對澳大利亞總理陸克文（Kevin Rudd）表示討厭這張照片感到失望（即2008年澳洲兒童裸照風波）。奧林匹亞的父親，藝術評論家羅伯特·尼爾森教授（Professor Robert Nelson） 為這張照片提出辯護：「這與戀童癖（pedophilia）無關。藝術圖片與戀童癖之間不能這樣連結，而且也沒有證據支持這樣的連結」。
2017年，日本動漫家《浪客劍心》作者和月伸宏因持有蘿莉裸體影片，違反2014年修正通過的兒童買春、色情禁止法，遭到函送偵辦。

## 西方文化

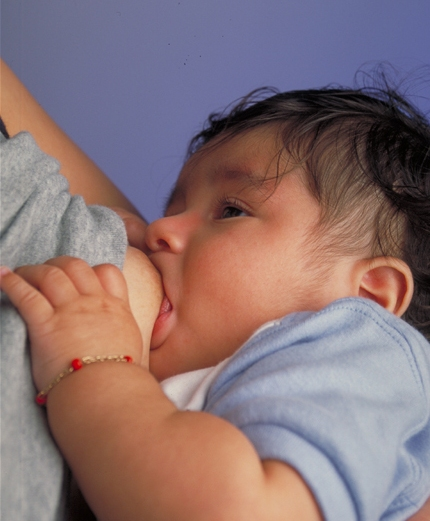
以母乳哺育

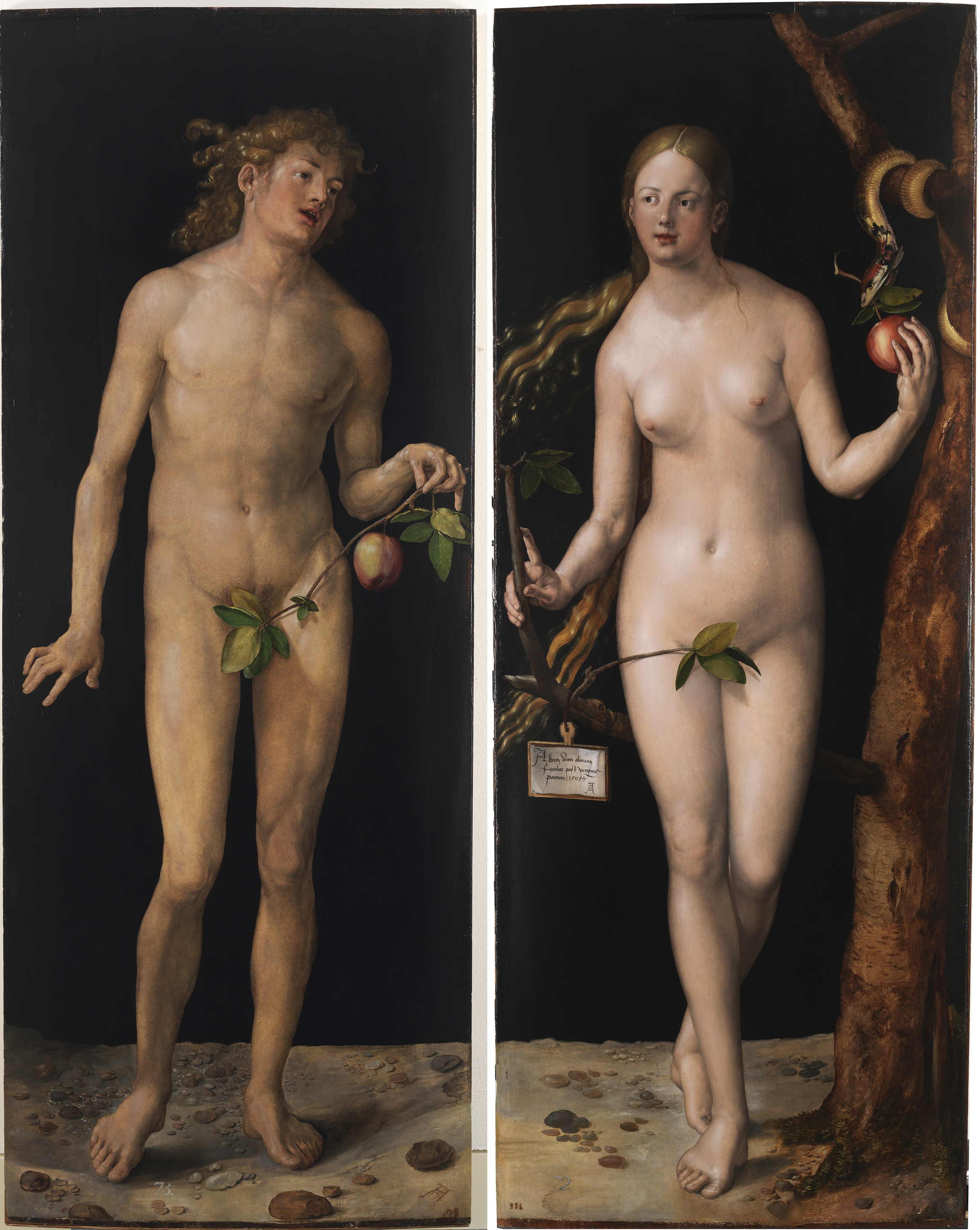
阿爾布雷希特·杜勒1507年的作品亞當與夏娃

### 功能性裸體
短時間的功能性裸體（例如在沙灘不穿胸罩而完全赤裸上半身）則是可被接受的。
在某些地方，特別是在西方社會，女人在公開場合以母乳哺育（公開哺乳）可能衍生爭議。2007年6月，布魯克·瑞恩（Brooke Ryan）正在Applebees餐廳後方的雅座吃飯，當時她覺得有必要哺育她7個月大的兒子。雖然她表示，她試圖遮掩，但另一位客人向經理投訴她猥褻暴露。一位女服務生和經理都要求她必須遮蓋起來。她遞給經理一份肯塔基州法律，允許公開的母乳餵養，但他不願平息此事。她到最後在車內哺育兒子，稍後就組織了在這家餐廳及其他公開地點的公民不服從抗議。美國大多數州（2009年1月為止有40州）都制定了女子有權在公共場所哺乳的法律。

### 藝術史上的裸體

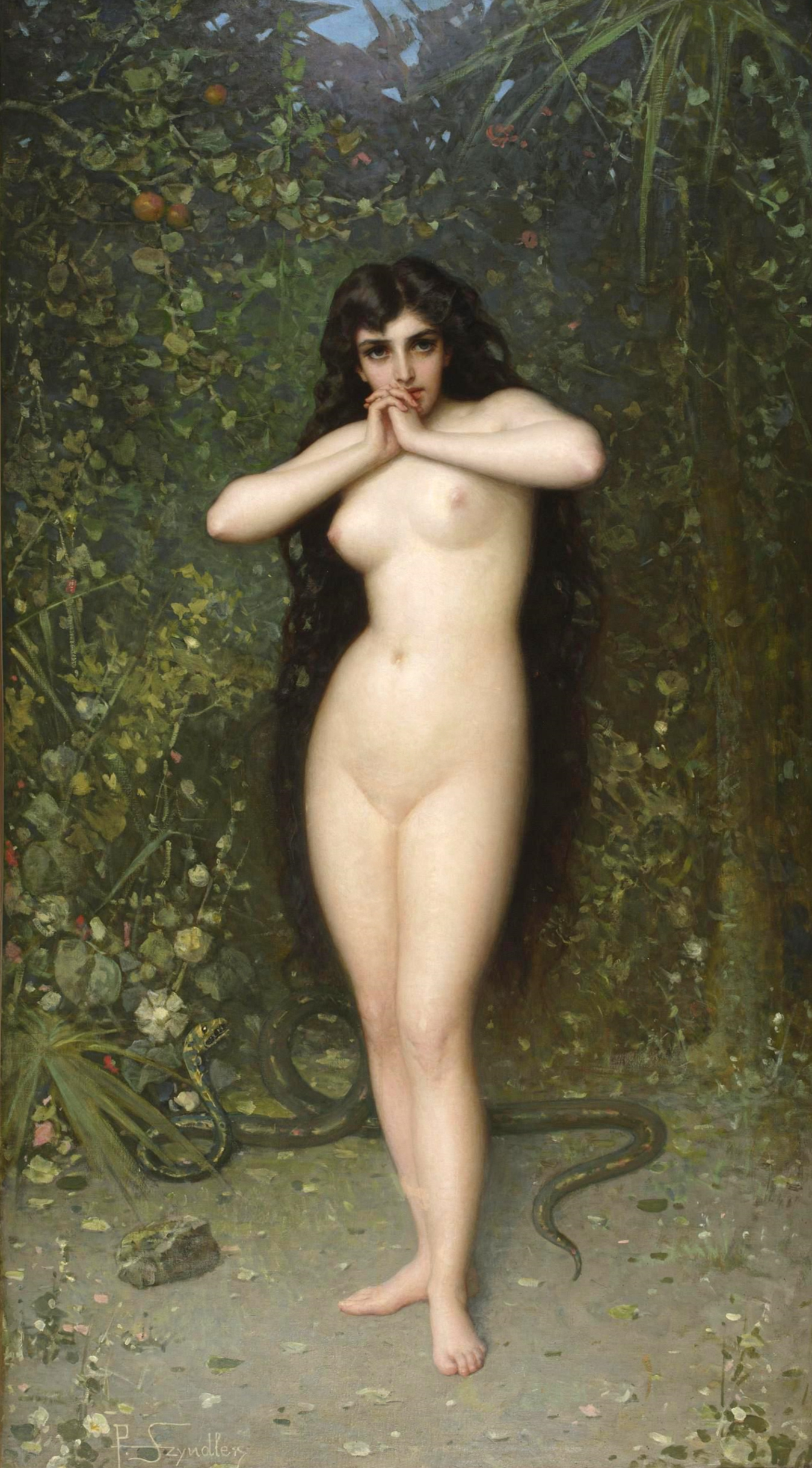
《夏娃》，潘塔萊昂·辛德勒，1889年

西方艺术作品中，对创作着装的和裸露出身体的作品，并没有明显地偏好，但通常感受，艺术化地展示人的身体的作品，具有更好的美学价值和美术欣赏性。在十七世紀到十九世紀時期的西方繪畫、攝影，或其他媒材的藝術作品中，主題常出現姿態挑逗或有其他情色暗示的女性裸體。當時這類作品大多陳列在吸煙室、讀書間，或其他男性的主要活動空間。圖像主題的女性經常擺出較為古典或傳統藝術中常見，源自神話角色維納斯或黛安娜的裸體斜躺姿勢。。

## 东方文化

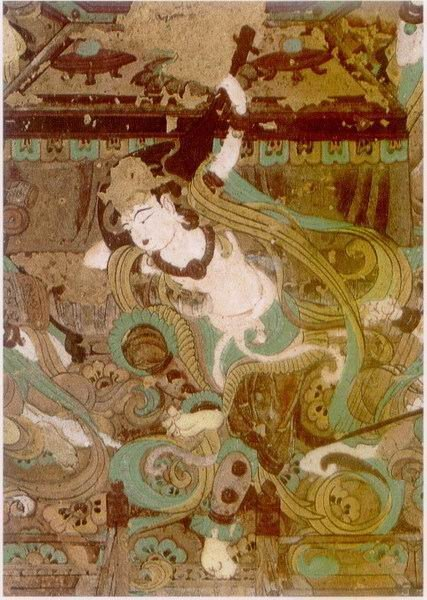
敦煌莫高窟112窟《伎乐图》，描绘了一名反弹琵琶的半裸女子

### 成语和出处
赤条条。《醒世恒言》“将那女孩儿衣服脱得赤条条地，小衣也不着。”
一丝不挂。《楞嚴經》：“一絲不掛，竿木隨身。”

### 佛教裸体艺术
被穆斯林和汉族政权征服前的新疆地区融合了古希腊、古印度和古波斯的文化元素。深受犍陀罗艺术影响的敦煌莫高窟和新疆克孜尔千佛洞内的壁画均有大量对佛、菩萨和飞天的裸体的描绘，其中裸体的年轻女性占了相当大的比重。

### 日本裸体文化

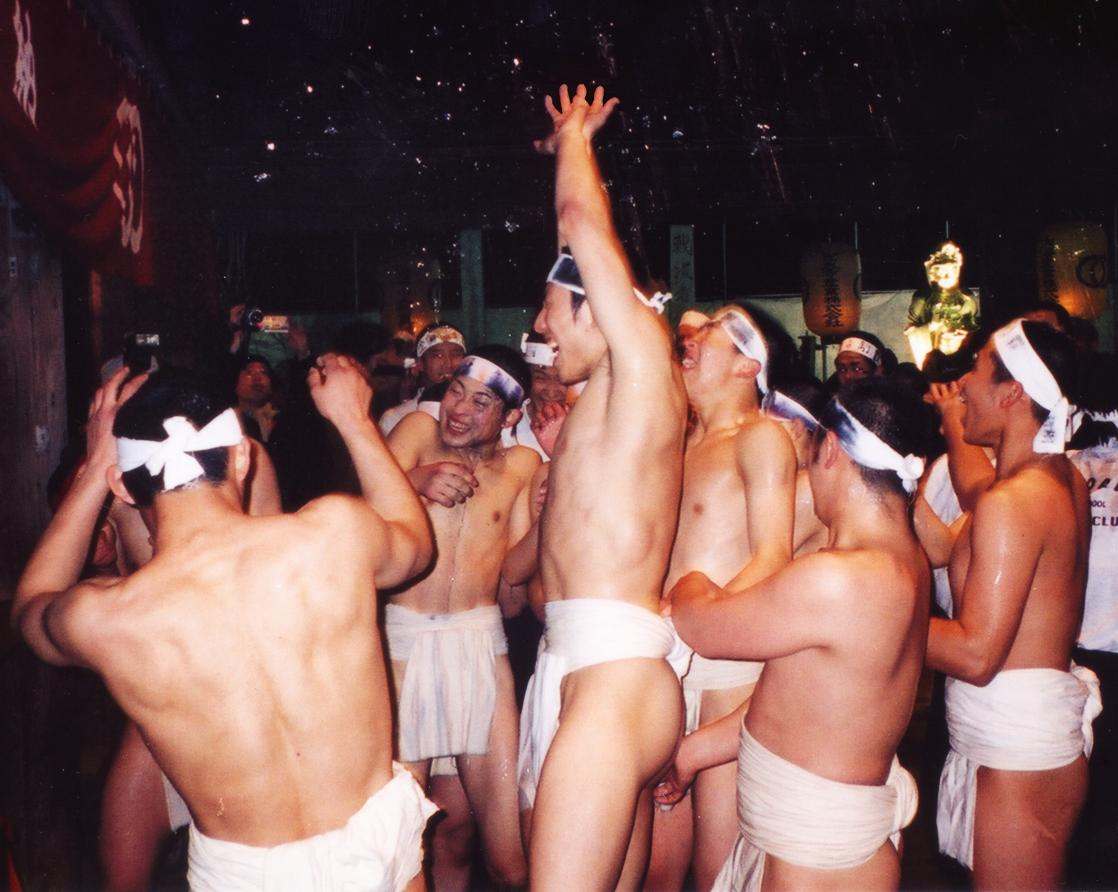
裸祭

德国艺术家施特拉茨的著作《世界女性人体美》有专门的章节描写明治维新前夕19世纪日本的裸体文化。彼时的日本人无论男女都对裸露身体放得很开，温泉男女混浴，在露天场所泡着木桶洗澡的人不时可见，潜入海中捕捞海产品的“海女”全身仅着一块兜裆布而不知回避异性，某些地方的传统祭典甚至还有巫女一丝不挂地跳裸舞。然而奇怪的是，明治维新前的日本人却完全没有“人体艺术”的概念，从来不画裸体的人物画，甚至还十分厌恶西方侨民和西化的本国人用画笔描绘本国女性的裸体。
在佩里舰队里担当翻译的威廉姆斯对安政元年（1854年）的下田见闻作出如下论断：“在我见过的诸异教徒国家中，我以为这个国家是最淫乱的。以我的体验断言，说他们不懂礼节一点也不为过。妇人们袒胸露乳，走起路来连大腿部分都可窥见。男人们也只是用一点布头将下身遮住，而他们自身对这种装束并不介意。不管是男人的还是女人的裸体在街头都随处可见，并且他们也完全不顾及面子的问题，一同前往混浴的澡堂洗澡。淫荡的身体姿势、春画、猥亵话，这些作为百姓低级行为和幻想的表现，在这里如家常便饭般常见，甚至多到让人恶心。”威廉姆斯在日记中写道：“祈求神明让真理的光芒开启这个民族愚昧颓废的心灵吧！”字里行间流露出传教士傲慢的品性。
如今的日本，温泉已经分开男汤和女汤，已很少有人在露天泡木桶澡，裸体劳动的“海女”已被机器化作业取代。不过日本女性已不再抗拒艺术家对自己裸体的描绘，一些传统的裸体生殖祭典也保留了下来。

## 延伸閱讀
- Brandom, Robert, "Critical Notice of Blind and Worried", Theoria 70:2-3, 2005.
- Etymology OnLine- various lemmate（页面存档备份，存于） & . Etymonline.com. 1 July 1929  [17 October 2009]. （原始内容存档于2016-07-30）.
- Rouche, Michel, "Private life conquers state and society," in A History of Private Life vol I, Paul Veyne, editor, Harvard University Press 1987 ISBN 978-0-674-39974-7
- Mark Storey Social Nudity, Sexual Attraction, and Respect Nude & Natural magazine, 24.3 Spring 2005.
- Mark Storey Children, Social Nudity and Academic Research Nude & Natural magazine, 23.4 Summer 2004.
- Etymology OnLine- various lemmate（页面存档备份，存于） & （页面存档备份，存于）

## 外部連結
- 20 century Nude in the "History of Art"（页面存档备份，存于）
- Nudity in Ancient to Modern Cultures by Aileen Goodson （This chapter excerpt is from Aileen Goodson's Therapy, Nudity & Joy.）